# Кюстендилски комитет „Единство“
Кюстендилският комитет „Единство“ е клон на революционната организация „Единство“, създадена след Берлинския конгрес в 1878 година. Клонът е в основата на подготовката на Кресненско-Разложкото въстание.

## История
Организацията „Единство“ има за задача да се бори с разпокъсването на българската нация на Берлинския конгрес и оставянето на Македония и Одринска Тракия в Османската империя. Кюстендилският комитет е създаден като клон на Софийския по инициатива на митрополит Натанаил Охридски през август 1878 година. Комитетът е в основата на подготовка на въстание – извършва организационна дейност, доставя оръжие, боеприпаси и други материали, набира, посреща и изпраща доброволци. Дейността му се подпомага от окръжния началник Николай Овсяни. Една част от въоръжените сили на Комитета, на брой 78 души под командването на Спиро Иванов е разквартирована в селата Бобешино и Црешово. Втора част, на брой 106 души под командването на Коста Иванов, е разквартирувана в село Божица. Четвърта чета, под командването на Георги Караискаки и в състав от 126 души, е разквартирована в Сушица и Лисина. Пета чета, под командването на Кара Коста и в състав от 122 души, е разквартирувана в Горни Коритен.
По време на въстанието комитет информира останалите комитети за събитията, приема и раздава помощи на пострадалите и се грижи за бежанците. През октомври 1878 година Търновският комитет „Единство“ изпраща за представител при Кюстендилския Стефан Стамболов. От началото на 1879 година Кюстендилският комитет поема от Софийския функциите на централен комитет. Дейността му спира след потушаването на Кресненско-Разложкото въстание.